# Themistios
Themistios (grekiska Θεμίστιος, latin Themistius), född omkring 317, död efter 388, var en grekisk filosof och retor från Paflagonien, tillhörande den nyplatonska riktningen. 
Themistios inträdde i statstjänst och blev slutligen stadsprefekt i Konstantinopel 384. Under hans namn har till vår tid kommit 34 tal, mestadels kejsarpanegyriker, samt åtskilliga filosofiska skrifter, huvudsakligen "parafraser" till delar ur Aristoteles skrifter (utgivna av Leonhard Spengel 1866). Themistios var en för sin tid betydande skriftställare, ärad även av de kristna. Bland hans lärjungar märks kyrkofadern Augustinus. Hans kommentarer till Aristoteles och hans tal utgavs av Wilhelm Dindorf 1832.